# Clan Sanada
Il clan Sanada (真田氏?, Sanada-shi) è un clan giapponese che risiedette a lungo nel dominio di Matsushiro, corrispondente alla moderna prefettura di Nagano.

## Storia

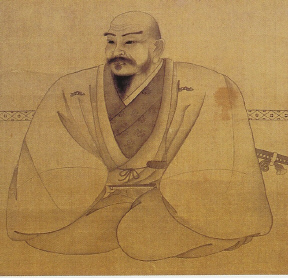
Sanada Yukitaka

La famiglia Sanada era originaria del villaggio di Sanada nel distretto Chiisagata (小県郡?) nel nord dello Shinano e reclamavano la propria discendenza dalla Seiwa Genji.
Storicamente l'emblema del clan fu fondato da Unno Yukiyoshi all'inizio del XVI secolo. I Sanada erano vassalli del potente clan Takeda, contribuendo con tre generali nei famosi ventiquattro generali di Takeda Shingen, ossia Sanada Yukitaka (padre), Sanada Nobutsuna (primogenito) e Sanada Masayuki (secondogenito), assieme al loro figlio più giovane Sanada Masateru.
Sanada Yukitaka fondò il clan dandogli il suo nome all'inizio del XVI secolo.

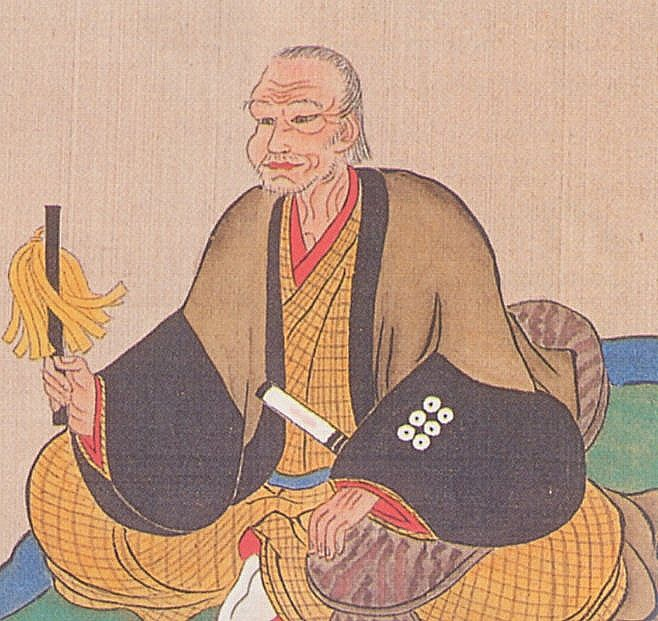
Sanada Masayuki

Durante il periodo Sengoku, Sanada Masayuki (1545-1611) guidò il clan, e il suo secondogenito, il famoso samurai Sanada Yukimura (1567-1615), servì Toyotomi Hideyoshi dal 1587 in qualità di ostaggio; nel 1594, sposò Chikurin-in, figlia adottiva di Hideyoshi, rendendosi quindi figlio adottivo di quest'ultimo.
Nella battaglia di Sekigahara, Yukimura si alleò con l'esercito occidentale di Ishida Mitsunari e combatté contro Tokugawa Hidetada al castello di Ueda riuscendo a trattenerlo con i suoi 38 000 uomini dal raggiungere il campo di battaglia principale. Si oppose nuovamente ai Tokugawa durante l'assedio di Osaka dove morì.

### Periodo Edo
Sanada Nobuyuki (1566–1658) fu il figlio maggiore di Masayuki. Nel 1600 si schierò con i Tokugawa. Fu ricompensato con il castello di Ueda nella provincia dello Shinano e con il dominio di Numata nella provincia di Kozuke, per un valore complessivo di 65.000 koku. Nel 1622 Nobuyuki fu trasferito nel dominio di Matsushiro (100.000 koku) nello Shinano. I suoi discendenti rimasero lì fino alla restaurazione Meiji del 1868.
Il clan Sanada fu costretto a prender parte nell'attacco di Aizu del 1868 con l'armata imperiale, ma rifiutò di prendere in custodia i prigionieri Aizu.

### Era moderna
Nel 1871, all'ultimo daimyō fu dato il titolo di barone.
L'ornitologo del periodo Meiji Yukiyasu Kiyosu fu figlio di Sanada Yukitami, l'ultimo signore di Matsushiro.

## Membri del clan Sanada
- Sanada Yukitaka (幸隆? 1512-1574) - Servì Takeda Shingen dal 1544.
- Yasawa Yoritsuna (矢沢頼綱?) o Tsunayori (綱頼? 1518-1597) - Fratello di Yukitaka; lavorò a stretto contatto con il clan.
- Sanada Nobutsuna (信綱? 1557-1575) - Primogenito di Yukitaka; morì nella battaglia di Nagashino.
- Sanada Masateru (昌輝? ?-1575) - Secondogenito di Yukitaka; morì nella battaglia di Nagashino.
- Sanada Masayuki (昌幸? 1544-1608) - Terzogenito di Yukitaka; costruì il castello di Ueda e sconfisse due volte i Tokugawa. Fu esiliato nella provincia di Kii nel 1600.
- Sanada Nobumasa (信昌?) o Nobutada (信尹?) o Masaharu (昌春? c. 1547-1632) - Quartogenito di Yukitaka; servì prima i Takeda e poi Tokugawa Ieyasu, e divenne un hatamoto durante il periodo Edo.
- Sanada Takakatsu (高勝? c. 1606) - Quintogenito di Yukitaka.
- Sanada Nobuyuki (信之? 1566-1658) - Primogenito di Masayuki; supportò Ieyasu nel 1600. Fu spostato a Matsushiro nello Shinano nel 1622.
- Sanada Komatsuhime (小松? 1573-1620) - Figlia di Honda Tadakatsu, figlia adottiva di Tokugawa Ieyasu, e moglie di Nobuyuki.
- Sanada Yukimura (信繁?) o Nobushige (幸村? 1567-1615) - Secondogenito di Masayuki, fu esiliato nella provincia di Kii assieme al padre nel 1600 e combatté durante l'assedio di Osaka dove morì.
- Sanada Chikurin-in (竹林院? 1579-1649) - Figlia di Ōtani Yoshitsugu, figlia adottiva di Toyotomi Hideyoshi, e moglie di Nobushige (Yukimura).
- Sanada Nobuyoshi (信吉? 1593-1634) - Primogenito di Nobuyuki; morì prima del padre.
- Sanada Nobumasa (信政? 1597-1658) - Secondogenito di Nobuyuki; divenne daimyō di Matsushiro dopo la morte del padre e dette Numata a suo nipote Nobutoshi.
- Sanada Daisuke (大助? ?-1615) - Figlio di Yukimura; combatté e morì con il padre a Osaka.
- Sanada Nobutoshi (信利? 1635-1688) - Figlio di Nobuyoshi; divenne daimyō di Numata, che gli fu sottratta nel 1681.